# Lenoncourt
Lenoncourt é uma comuna francesa na região administrativa de Grande Leste, no departamento de Meurthe-et-Moselle. Estende-se por uma área de 11,53 km². Em 2010 a comuna tinha 598 habitantes (densidade: 51,9 hab./km²).